# Cycle des Derynis
 (août 2022).
Si vous disposez d'ouvrages ou d'articles de référence ou si vous connaissez des sites web de qualité traitant du thème abordé ici, merci de compléter l'article en donnant les références utiles à sa vérifiabilité et en les liant à la section « Notes et références ».
Le cycle des Derynis est un cycle de high fantasy écrit par l'écrivain américaine Katherine Kurtz, composé de plusieurs trilogies, et livres.
L'histoire se passe à Gwynedd dans les Onze Royaumes, dans un Moyen Âge alternatif, féodal et chrétien (l'Église de Gwynedd étant bâtie sur le modèle de l'Église catholique romaine). La population est composée d'humains et de Derynis, des personnes dotées de capacités magiques.

## Romans

### La trilogie des rois
La trilogie des rois (The Legends of Camber of Culdi) se déroule au Xe siècle. La lignée de derynie de Festil règne sur Gwynedd. Mais les Haldanes ne sont pas tous morts, et Camber de Culdi deviendra le fer de lance de la Restauration.
1. Roi de folie, Pocket, 1995 ((en) Camber of Culdi, 1976), trad. Guy Abadia
2. Roi de douleur, Pocket, 1996 ((en) Saint Camber, 1978), trad. Michèle Zachayus
3. Roi de mort, Pocket, 1996 ((en) Camber the Heretic, 1981), trad. Michèle Zachayus

### La trilogie des héritiers
La trilogie des héritiers (The Heirs of Saint Camber) se déroule immédiatement après la fin de Roi de mort. À la mort de Cinhil Haldane, l'Église de Gwynedd lance une vague de persécutions contre les Derynis.
1. Le Calvaire de Gwynedd, Pocket, 1998 ((en) The Harrowing of Gwynedd, 1989), trad. Michèle Zachayus
2. L'Année du roi Javan, Pocket, 1999 ((en) King Javan's Year, 1992), trad. Michèle Zachayus
3. Le Prince félon, Pocket, 2000 ((en) The Bastard Prince, 1994), trad. Michèle Zachayus

### The Childe Morgan Trilogy
1. (en) In the King's Service, 2003
2. (en) Childe Morgan, 2006
3. (en) The King's Deryni, 2014

### La trilogie des magiciens
La trilogie des magiciens (The Chronicles of the Deryni) est la première trilogie à être publiée, elle se déroule au XIIe siècle. Depuis deux siècles, les Derynis sont poursuivis et persécutés par l'Église. Cependant, le jeune duc Alaric Morgan, Deryni par sa mère va devoir se servir de ses pouvoirs interdits pour protéger le jeune roi Kelson, monté sur le trône à quatorze ans, à la suite de l'assassinat de son père Brion.
1. Le Réveil des magiciens, Pocket, 1994 ((en) Deryni Rising, 1970), trad. Guy Abadia
2. La Chasse aux magiciens, Pocket, 1994 ((en) Deryni Checkmate, 1972), trad. Guy Abadia
3. Le Triomphe des magiciens, Pocket, 1995 ((en) High Deryni, 1973), trad. Guy Abadia

### La trilogie du roi Kelson
La trilogie du roi Kelson (The Histories of King Kelson) se déroule deux ans après la fin du Triomphe des magiciens. Maintenant que Gwynedd est en paix avec Torenth, Kelson doit faire face à la révolte qui gronde à Meara.
1. Le Bâtard de l'évêque, Pocket, 1997 ((en) The Bishop's Heir, 1984), trad. Michèle Zachayus
2. La Justice du roi, Pocket, 1997 ((en) The King's Justice, 1985), trad. Michèle Zachayus
3. La Quête de saint Camber, Pocket, 1998 ((en) The Quest for Saint Camber, 1986), trad. Michèle Zachayus

### Une femme pour le roi
Une femme pour le roi (King Kelson's Bride) est publié en anglais américain en 2000 par Ace Books, et traduit en français par Michèle Zachayus. Il fait suite à la Trilogie du roi Kelson. L'action se déroule entre juin et la mi-août 1128. Kelson, roi de Gwynedd n'est toujours pas marié. Après l'assassinat de Sidana et le mariage malheureux de son aimée Rothana avec son cousin Conall le jeune roi deryni n'a pas le cœur à s'unir. Pourtant il le faut, car Gwynedd ne peut demeurer sans héritier, et à Torenth l'agitation menace de reprendre dès que le jeune roi Liam-Lajos, qui vient d'atteindre quatorze ans, sera rendu à son peuple.

### Recueil de nouvelles et guides
- (en) The Deryni Archives, 1986
- (en) Deryni Magic, 1990
- (en) Codex Derynianus, 1997
- (en) Deryni Tales, 2002